# Новое Чаплино
Новое Чаплино — национальное эскимосское село в Провиденском районе Чукотского автономного округа России.

## География
Расположено на северном берегу бухты Ткачен (от эскимосского тасик — «отмель, коса») Берингова моря. Село находится в 25 километрах к северо-востоку от посёлка Провидения, с которым связано грунтовой автодорогой. По этой дороге ходит рейсовый автобус вахтового типа на шасси Урал-4320.

## История
Село было основано в 1958 году в процессе укрупнения чукотских посёлков, сюда были переселены жители старинного эскимосского поселения эским. Уӈазиӄ (Чаплино), располагавшегося на одноимённом мысе, и других береговых селений — Чечена, Кивака, Пловера.

## Население
| 2002 | 2010 | 2014 | 2015 | 2021 |
| ---- | ---- | ---- | ---- | ---- |
| 388  | ↗419 | ↘384 | ↘378 | ↗425 |

## Экономика и социальная инфраструктура
Основное традиционное занятие жителей — морской зверобойный промысел. Добыча китов, тюленей и моржей осуществляется в бухте Ткачен, а также в проливе Сенявина, где была построена промысловая база Инахпак.
В селе есть основная общеобразовательная школа (до 2010 года была средней), детский сад, фельдшерско-акушерский пункт, дом культуры, библиотека, почта, узел связи, магазин.
Для обеспечения теплоснабжения села действует котельная на угле, при этом разработано технико-экономическое обоснование использования местных геотермальных ресурсов для создания системы центрального отопления жилого фонда. В 2016 году в селе установлен альтернативный источник электроснабжения, состоящий из ветрогенераторной установки и шести солнечных батарей.
Улицы села: Береговая, Дружбы, Мира, Советская, Майна, Матлю.

## Культура
В селе созданы ансамбль национального эскимосского танца «Солнышко», детский ансамбль эскимосского танца «Зайчики», клуб эскимосов «Пагитак».

## Достопримечательности
Окрестности Нового Чаплино входят в природно-этнический парк «Берингия», здесь находятся много памятников истории и археологии: мезолитическая стоянка «Найван», древнеэскимосское поселение «Кивак» (1 тысячелетие до н. э.), стоянка-мастерская «Путурах» и др.
К памятникам природы относятся Чаплинские горячие ключи — популярное место отдыха местных жителей.